# Henk Brinkgreve

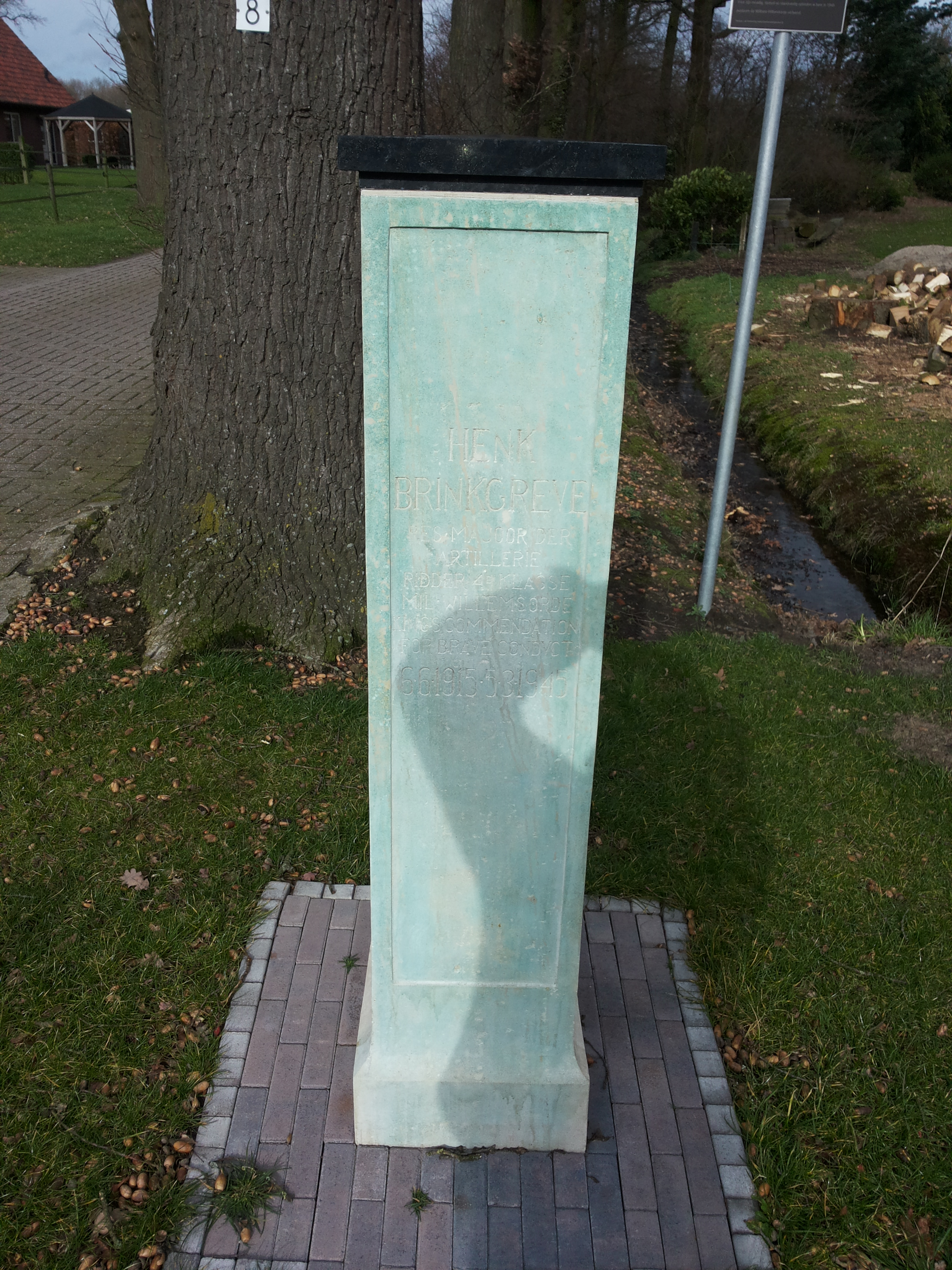
Oorlogsmonument Losser

Hendrik (Henk) Brinkgreve (Utrecht, 6 juni 1915 - Losser, 5 maart 1945) was een Nederlandse officier tijdens de Tweede Wereldoorlog. Hij werd doodgeschoten tijdens een geheime missie in Nederland.

## Achtergrond
Zijn opa Martinus Brinkgreve was journalist en redacteur van het Utrechts Dagblad. Zijn vader Marius Brinkgreve was directeur van de medaille-afdeling van Begeers Zilverfabriek te Voorschoten, moeder was Antoinette Bosman. Tante Willy Brinkgreve was arts maar schreef ook twee kinderboeken. Broer Geurt Brinkgreve was kunstenaar.

## Militaire loopbaan
Brinkgreve was een reserveofficier in de Nederlandse strijdkrachten en werd gemobiliseerd bij de Duitse inval in Nederland in 1940. Na de Duitse bezetting vluchtte hij naar Engeland. Als officier van een geallieerde commando-eenheid, de Small Scale Raiding Force (codenaam No. 62 Commando) voerde hij een succesvolle overval uit op de vuurtoren van Casquets. Brinkgreve kreeg de leiding over een missie in Nederland door een zogenaamd Jedburgh-team van het Bureau Bijzondere Opdrachten, de Nederlandse tegenligger van het Special Operations Executive. Hierbij kreeg hij de tijdelijke rang van reserve-majoor van het Wapen der Artillerie. In de nacht van 11 op 12 september 1944 landde dit Jedburgh-team, met de codenaam Dudley, met parachuten bij Wierden, Overijssel. Lancker en de sabotagegroepen van Nijverdal en Daarle zorgden voor de ontvangst van de parachutisten. Het Jedburgh-team bestond uit de Nederlandse majoor Henk Brinkgreve (codenaam Dudley), de Amerikaanse majoor John Malcolm Olmsted en de Britse sergeant John Patrick Austin (bijnaam Bunny).
Vanaf zijn aankomst in Twente stak Brinkgreve veel energie in de samenwerking van de Raad van Verzet (RVV) en de Knokploegen in Twente, waarvan die onder de leiding van Johannes ter Horst een van de belangrijkste was. De Amerikaan Olmsted was agent van het Office of Strategic Services (OSS). Hij hield zich hoofdzakelijk bezig met het verzamelen van militaire inlichtingen. Via de radiotelegrafist Austin stond hij rechtstreeks in radiocontact met de militaire inlichtingenorganisaties in Londen en met het achter de oprukkende geallieerde legers opererende zendstation Wensun. Austin kreeg onder meer een onderduik- en seinadres in Daarle. Van daaruit werkte hij nauw samen met zijn collega radiotelegrafist Jaap Beekman van het BBO.
Op 5 maart 1945 werd hij in Losser door een Landwachter en een Nederlandse SS'er ontdekt. Hij verweerde zich tegen zijn arrestatie en werd neergeschoten.
Op 18 april 1946 werd hij benoemd tot Ridder der Vierde Klasse in de Militaire Willems-Orde. In 2013 werd aan de Deppenbroekweg in Losser een monument ter nagedachtenis van hem onthuld.

### Rangen
- Kornet (militair): 1933
- Reserve Tweede luitenant: 1 januari 1936
- Reserve Eerste luitenant: 1 januari 1940
- Reserve Majoor: 14 september 1944[8]

## Onderscheidingen
- Militaire Willems-orde niveau 4[10]
- Oorlogsherinneringskruis met gesp[2]
- King's Commendation for Brave Conduct[2]